# Arch papíru

Normalizované formáty papíru řady A

Arch znamená jeden list papíru a používá se i v několika souvisejících speciálních významech.

## Papírenství
Arch znamenal původně jeden hladký list papíru, pokud se papír vyráběl ručně. Pro počítání papírenských archů se ještě po 1. světové válce a i v bývalém Československu používaly následující větší jednotky:
- 1 balík = 10 rysů = 200 knih = 4800 archů – tedy na jednu „knihu“ připadalo celkem 24 archů papíru.
- 1 rys = 10 knih = 1000 archů – zde na jednu „knihu“ připadalo celkem 100 archů papíru.[1]

## Typografie
Při výrobě knih se tento papírenský arch z obou stran potiskne a jednou nebo několikrát přeloží, čímž vznikne složka čili arch. Z těchto složek pak knihař sešíval knihu. Podle počtu tiskových stránek, které se na arch umístí, se rozlišovaly i formáty knih:
- folio neboli 2° – 4 stránky
- kvart neboli 4° – 8 stránek
- oktáv (osmerka) neboli 8° -16 stránek
- a další (12°, 16°, 24°, 32°).

Protože papírenské archy nebyly normalizovány, jsou i tyto formáty velice přibližné a někdy se rozlišuje ještě „velké 8°“, „malé 8°“ a podobně.
Se zavedením strojní kontinuální výroby papíru, kde se „nekonečný“ pás papíru na jednotlivé listy teprve řeže, ztratil arch svůj původní význam a byl u nás roku 1926 nahrazen normalizovanými formáty papíru. Původnímu archu v nich zhruba odpovídá formát A0, případně B0, v nichž také tiskárny papír obvykle objednávají.

## Vydavatelství
Při vydávání knih se jejich obsah (rozsah textu) i dnes měří na vydavatelské a autorské archy. Autorský arch se obvykle definuje jako 36 000 znaků včetně mezer.

## Filatelie
Poštovní známky se distribuují v arších, obvykle po 10 x 10 = 100 kusech známek. Ve filatelii se kromě toho sbírají aršíky, jednotlivé sběratelské a příležitostné známky s velkým a různě ozdobeným okrajem.